# Rathaus Wedding

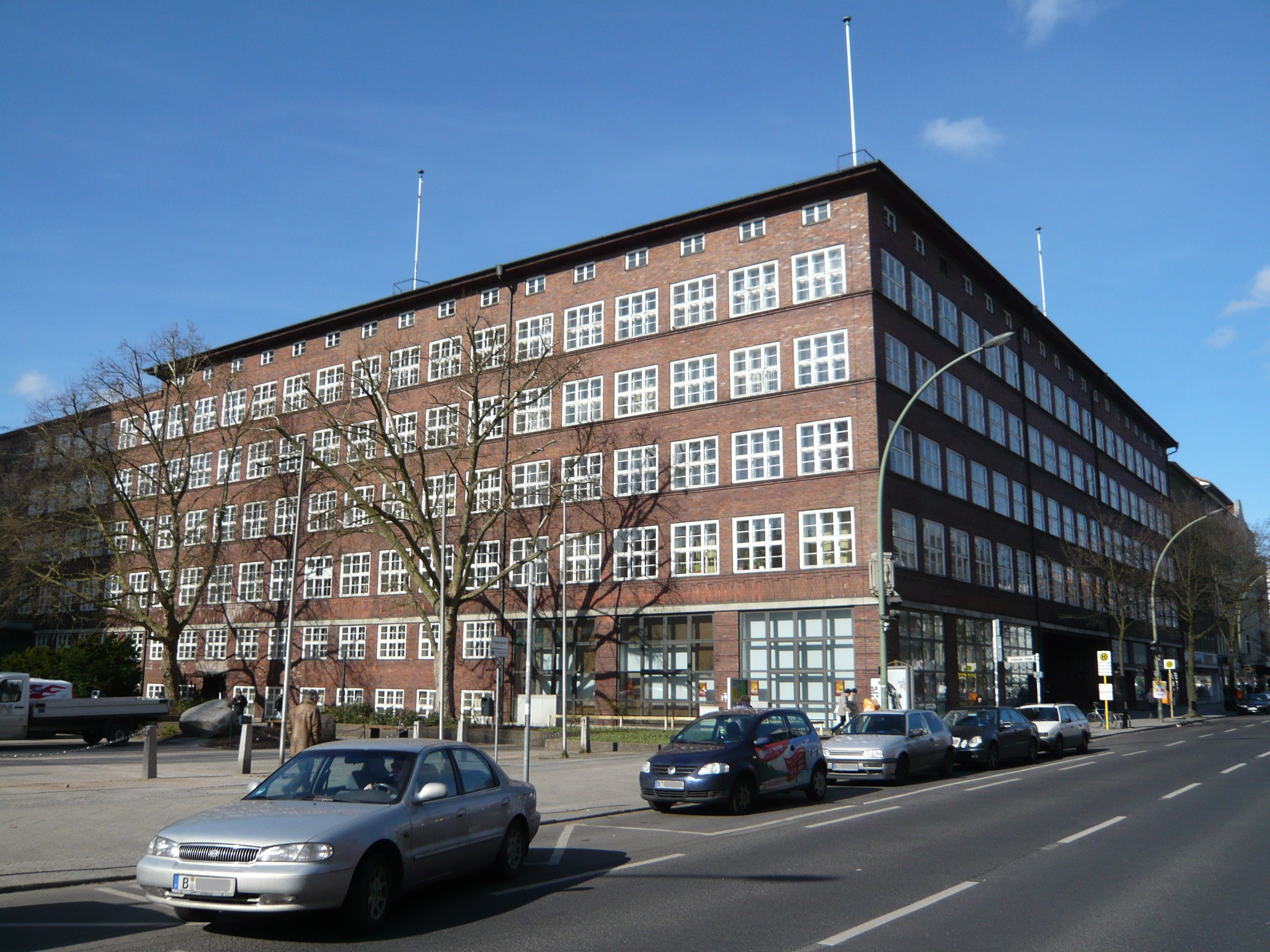
Rathaus Wedding

Rathaus Wedding är en kommunal förvaltningsbyggnad i Wedding i Berlin som består av en ursprunglig del som stod klar 1930 och en höghusdel som tillkom på 1960-talet. Den ligger i anslutning till Leopoldplatz.
Weddings rådhus byggdes 1928-1930 och tillkom då Wedding saknade egna förvaltningsbyggnader när Stor-Berlin skapades 1920. Det är också en av få kommunala byggnader som uppfördes i Berlin under Weimarrepubliken. Weddings rådhus eller Bezirksamt som var den formella och korrekta titeln på huset då Wedding inte var självständig stad vid dess byggande utmärker sig genom sin för tiden för uppförandet moderna fasad utan de för Berlins olika rådhus gängse utsmyckningar men framförallt att man valde att inte ha ett rådhustorn.  Man valde att inte ha ett torn av kostnadsskäl.
Arkitekt var Friedrich Hellwig och byggnaden tillhör stilriktningen Neue Sachlichkeit. Under 1950-talet byggdes därtill en ny del genom arkitekten Fritz Bornemann, som även skapade Amerika-Gedenkbibliothek och Deutsche Oper, som bland annat innefattar ett höghus på tolv våningar från 1964-1966. Därmed markerades området som Weddings administrativa centrum.

### Fotnoter
1. 1 2 3 4  ”Denkmale in Berlin: Rathaus Wedding”. Arkiverad från originalet den 17 december 2014. https://web.archive.org/web/20141217224804/http://www.stadtentwicklung.berlin.de/cgi-bin/hidaweb/getdoc.pl?DOK_TPL=lda_doc.tpl&KEY=obj%2009030306. Läst 12 april 2013.
2. 1 2  Der Wedding - auf dem Weg von Rot nach Bunt, Gerhild H. M. Komander, Berlin Story, Berlin, 2006